# Tore Nordtvedt
Tore Nordtvedt (født 24. maj 1944 i Bergen, Norge) er en norsk tidligere fodboldspiller (venstre back).
Nordtvedt tilbragte hele sin aktive karriere, fra 1963 til 1979, hos Brann i sin fødeby. Her var han med til at vinde både det norske mesterskab samt to pokaltitler.

## Titler
Norsk mesterskab
- 1963 med Brann

Norsk pokalturnering
- 1972 og 1976 med Brann